# Autari
Autari, znan tudi kot Agilolf, je bil kralj Langobardov, ki je vladal od leta 584 do svoje smrti, * okrog 540, † 5. september 590, Pavia, Langobardsko kraljestvo.

## Življenje
Autari je bil sin langobardskega kralja Klefa. Ko je oče leta 574 umrl, je langobardsko plemstvo odklonilo imenovanje njegovega naslednika, čemur je sledilo deset let trajajoče medvladne, znano kot »vladavina vojvod«.
Langobardi so leta 574 in 575 napadli Provanso, ki je bila del Guntramovega merovinškega Burgundskega kraljestva. Guntram je s pomočjo svojega nečaka, avstrazijskega kralja Hildeberta II., na napad odgovoril z napadom na Italijo. Avstrazijska vojska se je spustila po dolini Adiže in zavzela Trento. Bizantinski cesar Tiberij II. se začel pogajati za zavezništvo s Franki, zato so Langobardi v strahu, da jih bodo dobili v precep, leta 584 za kralja izvolili vojvodo Autarija.
Autariju so prepustili Pavio in mu v domeno odstopili  polovico svojih vojvodskih posesti.  Kralj je celo vladavino preživel v vojnah s Franki, Bizantinci in langobardskimi uporniki. Njegov prvi veliki preskus je bila zadušitev upora brescelskega vojvode Droktulfa, ki se je povezal z Rimljani in vladal v Padski nižini. Ko ga je izgnal, se je večino zadnjih šest let vladavine vojskoval z ravenskim eksarhom Smaragdom  ali merovinškimi kralji.
Gutram in Hildebert nista bila povsem zadovoljna s svojimi vojaškimi uspehi v Italiji in sta večkrat grozila, da jo bosta ponovno napadla. Dvakrat sta grožnjo tudi uresničila. Njuno prepirljivost so spodbujali spomini na pohode Teodeberta I. v Italijo, pritisk bojevite Hildebertove matere Brunhilde, bizantinski cesar in eksarh in napake, ki jih je v preteklosti naredil Guntram. Leta 588 ju je Autari spretno premagal, leta 590 pa sta stric in nečak s svojima vojskama prekoračila Alpe, eden preko Mont Cenis in drugi preko prelaza Brenner, in napadla Milano in Verono.  Franki kljub temu, da se je  Autari  zaprl v Pavio, niso dosegli velikih uspehov, ker se jim ni mogla pridružiti eksarhova vojska. Njihov napad je dokončno prekinila epidemija  kužne bolezni.
Autari je v obdobjih, ko se mu niso grozile tuje vojske,  širil svoje ozemlje na račun Bizantincev. Zavzel je trdnjavo Comacchio in presekal povezavo med Padovo in Raveno. Spoletski vojvoda Faroald je zavzel in temeljito opustošil ravensko morsko pristanišče Classis, Autari pa je po Apeninskem polotoku prodrl do Reggia in prisegel, da bo osvojil celo Kalabrijo. Njegove prisege ni izpolnil noben langobardski kralj.
15. maja 589 se je poročil s Teodelindo, hčerko bavarskega vojvode Garibalda I.. Žena je bila katoličanka in je imela zato velik vpliv na Langobarde. Ko je Autari umrl, morda zato, ker so ga zastrupili, so za njegovega naslednika izvolili torinskega vojvodo Agilulfa, ki se je nato poročil z Autarijevo vdovo Teodelindo.

## Vir
- Jarnut, Jörg (1992). Geschichte der Langobarde. Stuttgart.

| Autari Rojen: okoli 540      |                           |                    |
| Predhodnik: vladavina vojvod | Kralj Langobardov 584-590 | Naslednik: Agilulf |